# Bratkovice (okres Kladno)
Bratkovice (Duits: Bratkowitz of Bratkowitz bei Welbern) is een dorp in de Tsjechische gemeente Černuc in de regio Midden-Bohemen en maakt deel uit van het district Kladno. Het dorp ligt op 2 km afstand van Černuc en op 3 km afstand van Velvary.
Bratkovice telt 126 inwoners (2021).

## Geschiedenis
De eerste schriftelijke vermelding van het dorp dateert van 1318.
Sinds 1960 maakt Bratkovice deel uit van de gemeente Černuc.

## Bezienswaardigheden
- Kapel van de Maagd Maria op het dorpsplein

## Geboren in
- Jan Bělský (1815-1880) - architect en bouwkundige, broer van Václav;
- Václav Bělský (1818-1878) - burgemeester van Praag van 1863 tot 1867, broer van Jan.

## Galerij

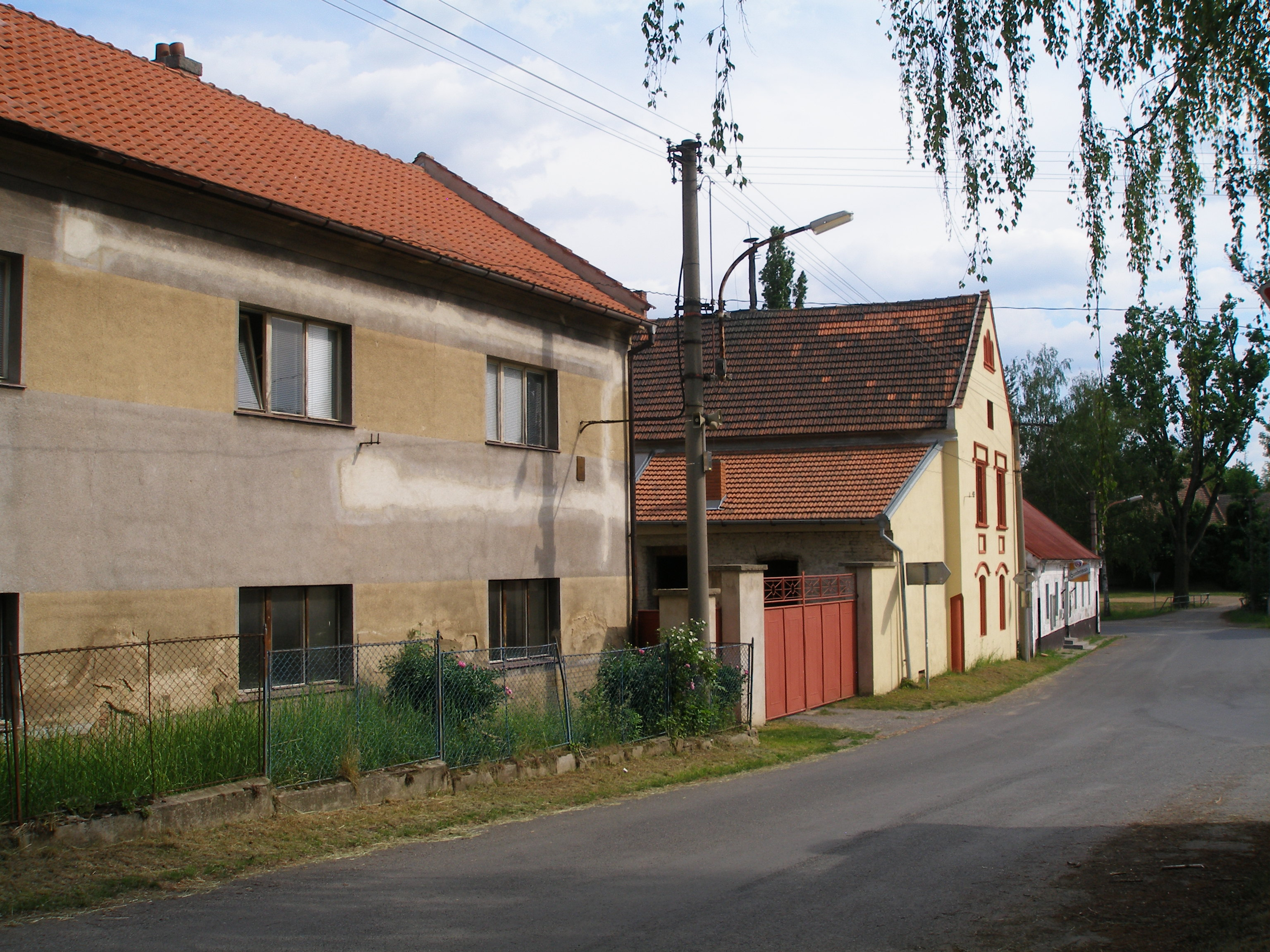
Straat in Bratkovice
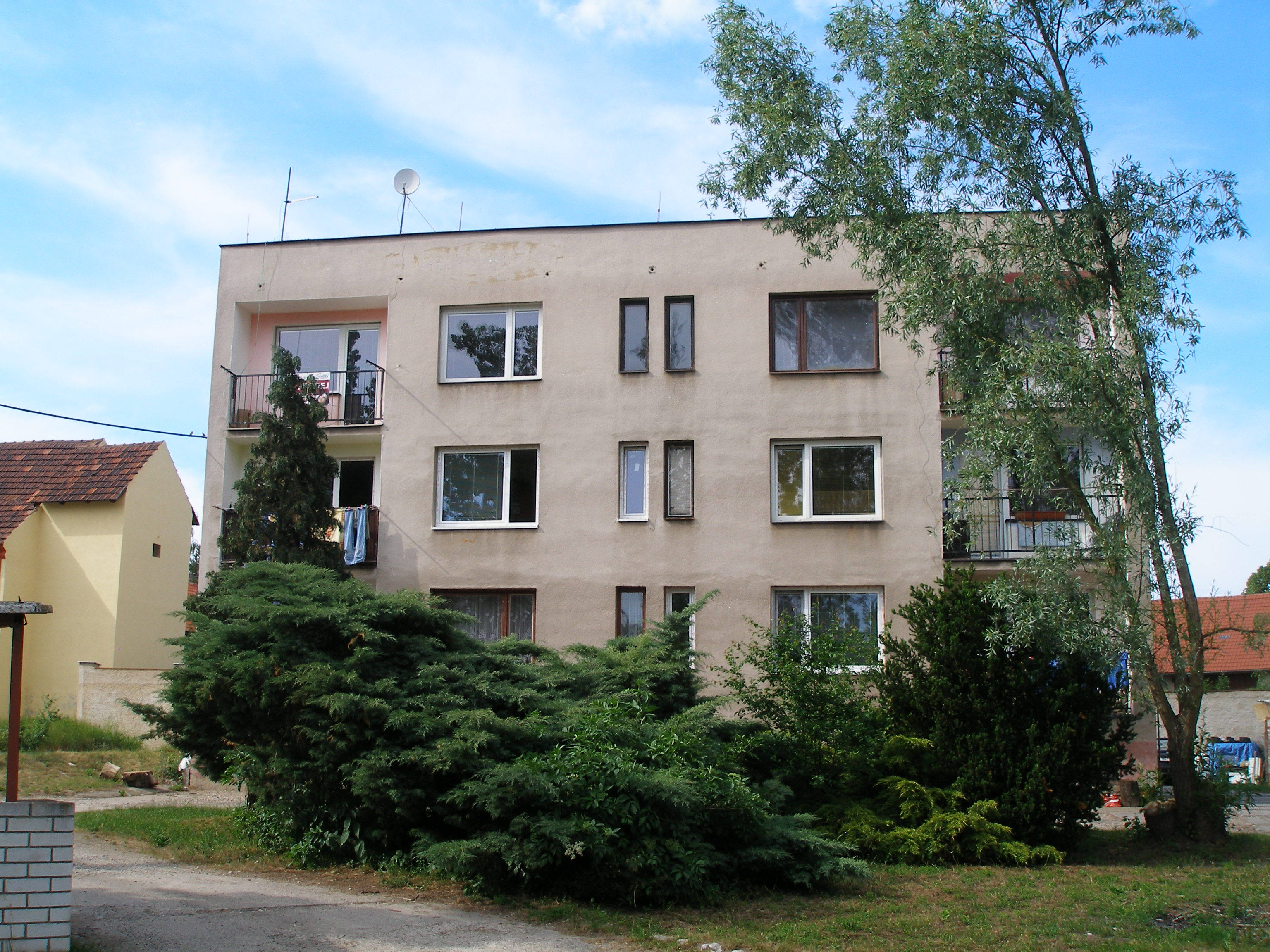
Appartementsgebouw in Bratkovice
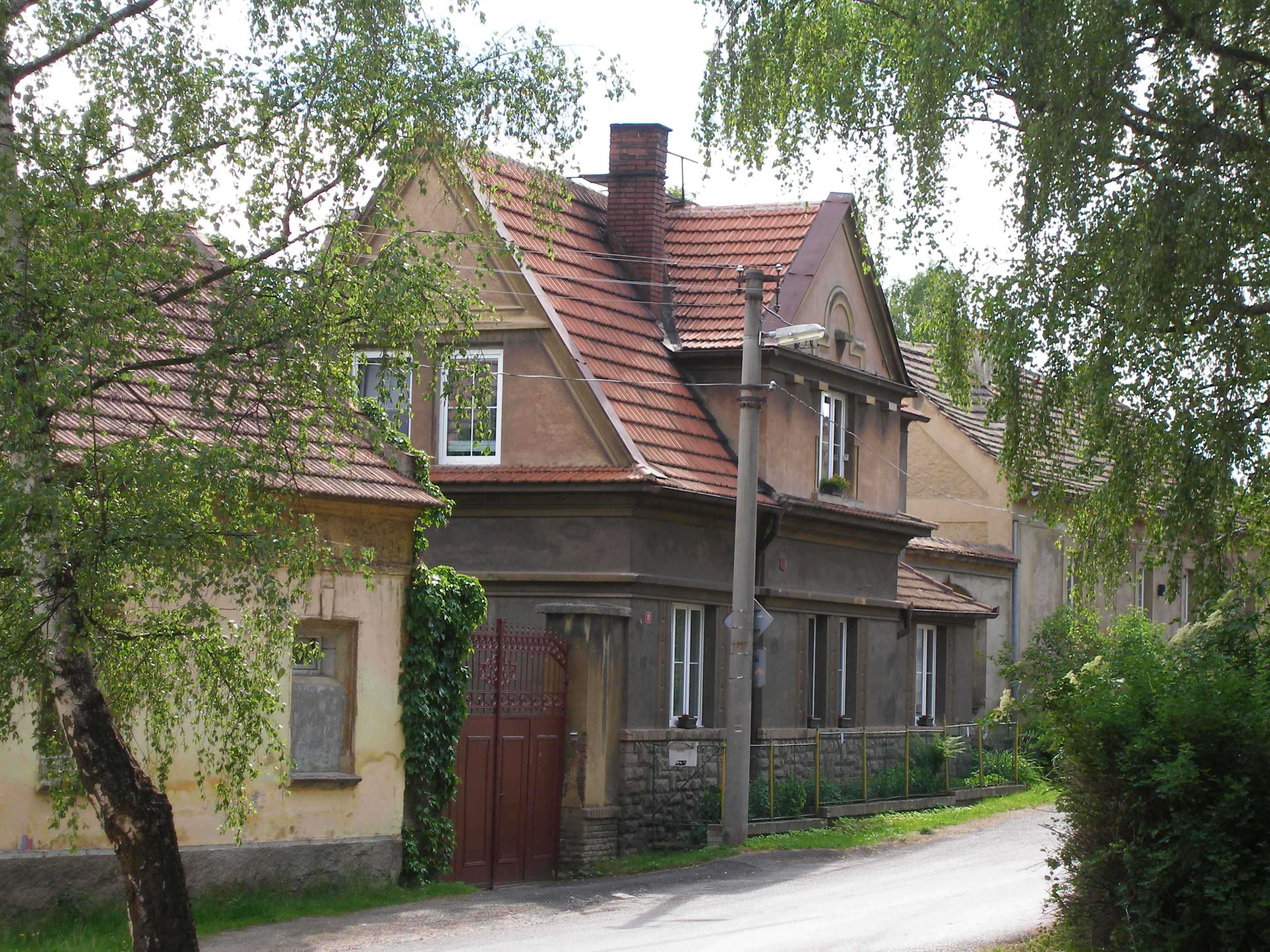
Historische woning in Bratkovice
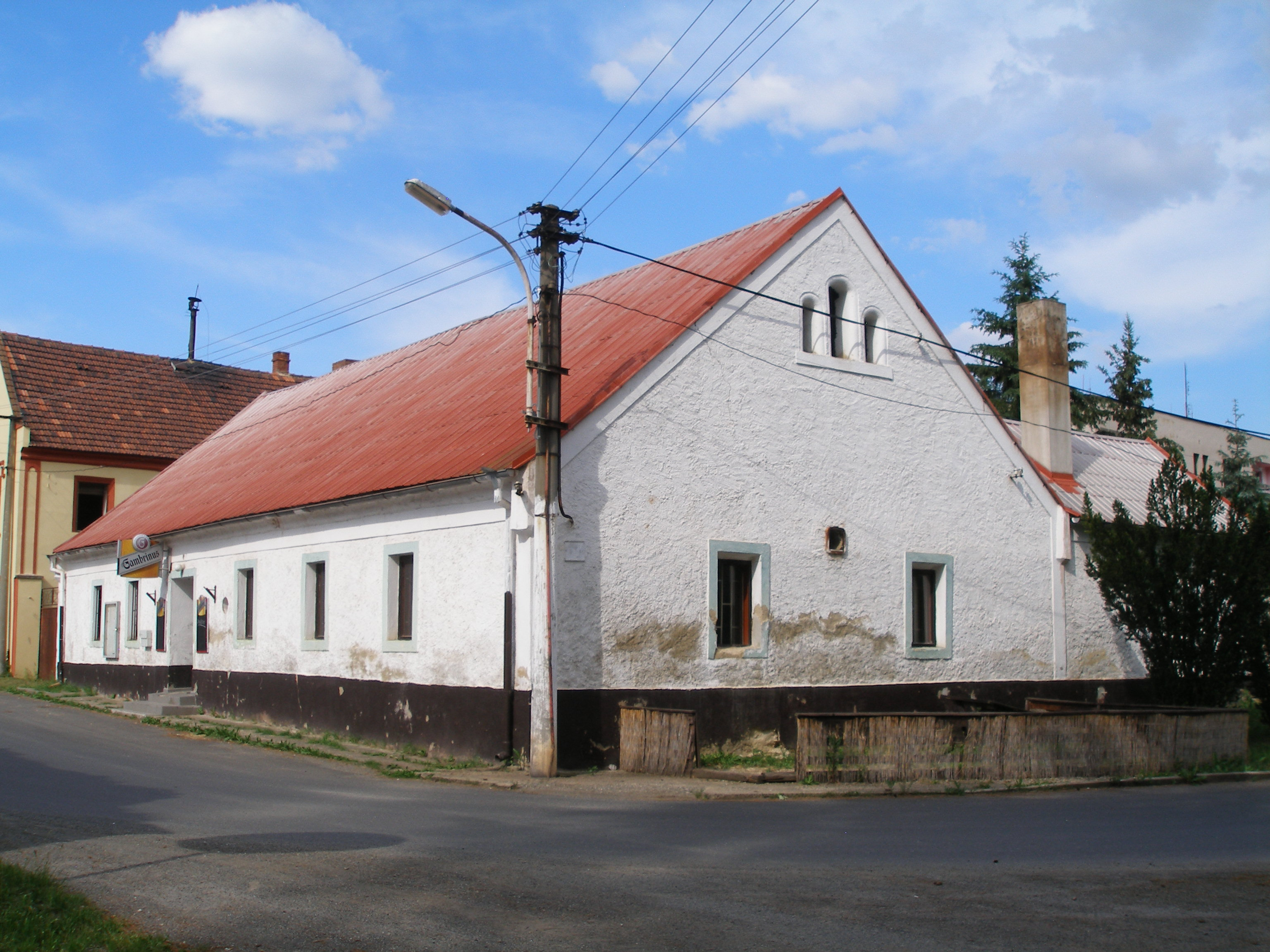
Café in het dorp
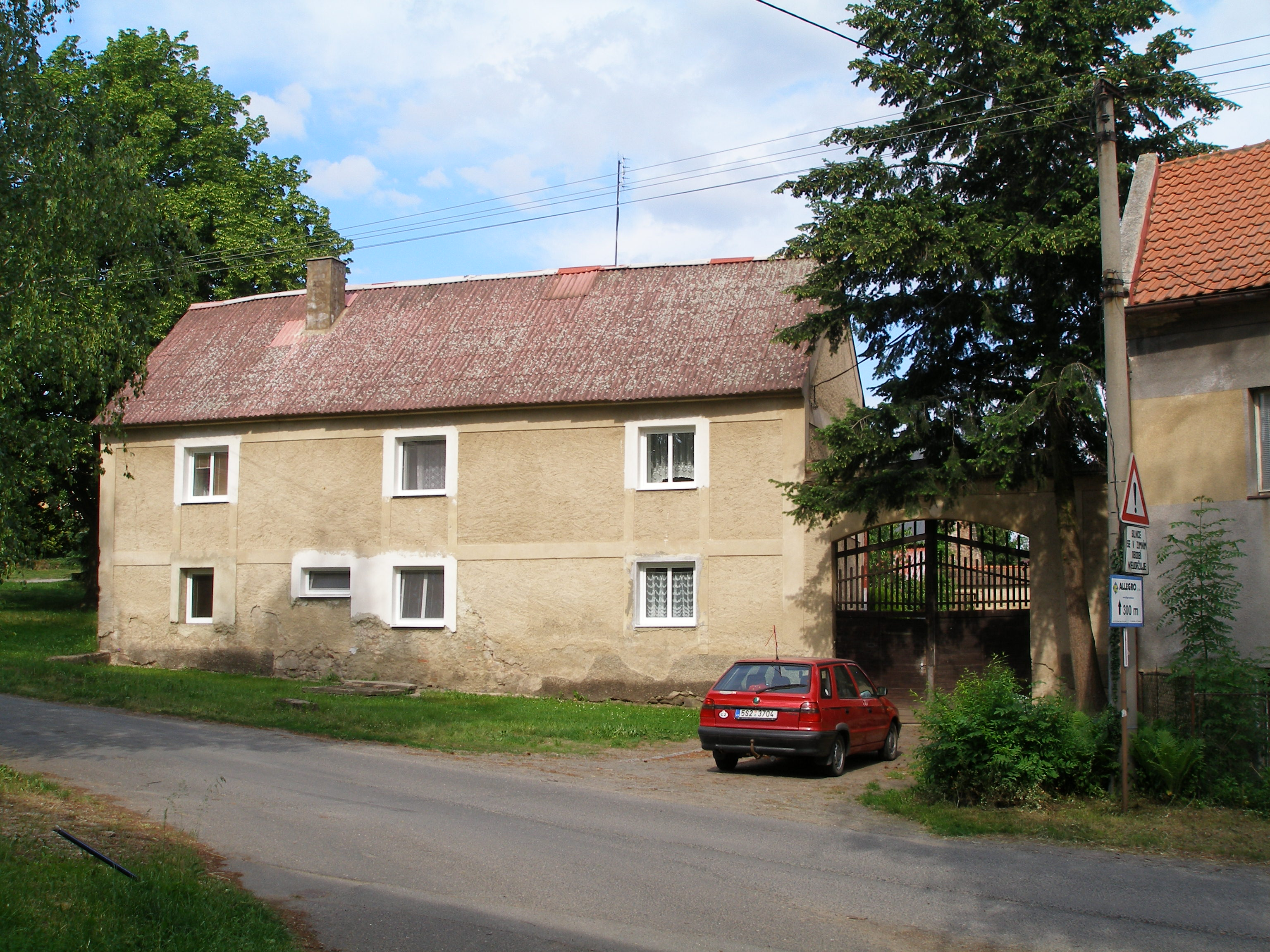
Woning met toegangspoort